# Ліберально-демократична партія Радянського Союзу
Ліберально-демократична партія Радянського Союзу — правоцентристська політична партія в СРСР. Створена в грудні 1989 року, як друга на той момент, після Демократичного союзу, опозиційна КПРС партія. Оскільки юридично заборона на багатопартійність в СРСР був знятий тільки в березні наступного, 1990-го, року, можна сказати, що перші місяці партія існувала нелегально.

## Історія
12 квітня 1991 року партія була зареєстрована Міністерством юстиції СРСР як ЛДПРС (Ліберально-демократична партія Радянського Союзу).
Ініціативна група під назвою «Ліберально-демократична партія» склалась влітку-восени 1989 ріку навколо Володимира Валентиновича Богачова, який покинув Демократичну партію Льва Убожко (відкололася в свою чергу від Демократичного Союзу).
Восени 1989 року до Богачов приєднався Володимир Жириновський, автор проекту «Програма Соціал-демократичної партії Росії», що відноситься до травня 1988-го. Програма була перейменована і стала «проектом Програми Ліберально-демократичної партії Росії» 13 грудня 1989 року, після організаційних зборів на квартирі В. Богачова. Спочатку в зміст проекту було внесено лише одну зміну: слово «соціал» всюди було замінено на «ліберально». На початок 1990 року партія складалась з 13 осіб.
Незважаючи на малу чисельність, партія отримала широку рекламу в радянській і комуністичній пресі. Про створення партії було оголошено за радянським радіо в перших числах березня 1990 року, відразу ж після оголошення про обрання М. С. Горбачова на посаду Президента СРСР. Жириновський дав інтерв'ю низці партійних видань, провів кілька прес-конференцій в прес-центрі ЦК КПРС спільно з іншим діячем легальної опозиції, керівником так званого «Союзу демократичних сил ім. Сахарова» У. В. Вороніним.
На Установчому з'їзді 31 березня 1990 року, який пройшов в ДК ім. Русакова, група Богачова-Жириновського стала називатися Ліберально-демократичною партією Радянського Союзу (ЛДПРС). Було оголошено, що ЛДПРС об'єднує «більше трьох тисяч чоловік з 31 регіону країни і є першою опозиційною партією в СРСР».
6 жовтня 1990 року за ініціативою Богачова в Москві відбувся II надзвичайний з'їзд Ліберально-демократичної партії Радянського Союзу (ЛДПРС). На ньому виключили з партії її лідера Володимира Жириновського за можливе співробітництво з КДБ. Незабаром після завершення з'їзду пішли заяви про його неправомірність. 8 жовтня Богачова та його прихильників було виключено з партії Жириновським.
На президентських виборах в РРФСР в 1991 року Володимира Жириновський набрав 7,81 % голосів, посівши третє місце.
Під час подій 19-21 серпня 1991 року Жириновський «за дорученням Вищої ради ЛДПРС» зробив заяву про «підтримку переходу всієї повноти влади в СРСР до ГКЧП СРСР, відновлення дії Конституції СРСР на всій території країни».
22 серпня 1991 року мер Москви Гаврило Попов призупинив діяльність ЛДПРС в Москві. Після провалу і саморозпуску ГКЧП партія отримала попередження від Міністерства юстиції, після чого члени Вищої ради ЛДПРС оголосили самі собі догану за підтримку ГКЧП. Слідча група у справі ГКЧП підготувала проти В. Жириновського звинувачення за шістьма статтями, проте пред'явлені вони не були.
У грудні 1991 ЛДПРС засудила Біловезьку угоду Єльцина — Кравчука — Шушкевича, проводила мітинги проти розпаду СРСР.
18-19 квітня 1992 року в Москві пройшов III з'їзд ЛДП, на якому були присутні, за офіційними даними, 627 делегатів з 43 регіонів. Партія була перейменована в Ліберально-демократичну партію Росії ЛДПР. Головою партії знову був обраний В. Жириновський, його заступником — Ахмет Халитов.
10 серпня 1992 Міністерство юстиції РФ анулювало реєстрацію ЛДПРС, оскільки вона була проведена «з грубими порушеннями законодавства, за фальсифікованими документами». Як з'ясувалося, при реєстрації партії було представлено список з 146 членів партії (за законом в партії союзного рівня повинно було бути не менше 5 тисяч осіб). Єдина партія розпалася на кілька:
- Ліберально-демократична партія Росії — прямий спадкоємець.
- Ліберально-демократична партія (Білорусь);
- Ліберально-демократична партія України — партія, що вийшла з блоку і оголосила про свою прозахідну орієнтацію.

Пізніше була заснована проросійські налаштована, фактично також контрольована блоком Ліберально-демократична партія Придністров'я.
Всі інші ліберально-демократичні партії на пострадянському просторі не входили в ЛДПРС і не дотримуються цієї ідеології.